# Braunichswalde
Braunichswalde è un comune di 613 abitanti della Turingia, in Germania.
Appartiene al circondario (Landkreis) di Greiz (targa GRZ) ed è parte della comunità amministrativa (Verwaltungsgemeinschaft) di Wünschendorf/Elster.